# 切纳萨穆德拉姆
切纳萨穆德拉姆（Chennasamudram），是印度泰米尔纳德邦Erode县的一个城镇。总人口7353（2001年）。

## 人口
该地2001年总人口7353人，其中男性3690人，女性3663人；0—6岁人口585人，其中男299人，女286人；识字率64.14%，其中男性为75.15%，女性为53.04%。